# Kéri
Kéri est une commune située dans le département de Tankougounadié, dans la province du Yagha, région du Sahel, au Burkina Faso.